# Windach
Windach település Németországban, azon belül Bajorországban. Lakosainak száma 3874 fő (2023. december 31.).

## Népesség
A település népessége az elmúlt években az alábbi módon változott:
| Lakosok száma | 957  | 2001 | 2264 | 3712 | 3724 | 3759 | 3769 | 3834 | 3793 | 3874 |
|               | 1950 | 1975 | 1987 | 2012 | 2013 | 2015 | 2016 | 2019 | 2021 | 2023 |